# Nyugati nyest
A nyugati nyest (Martes caurina) az emlősök (Mammalia) osztályába, a ragadozók (Carnivora) rendjébe, a menyétfélék (Mustelidae) családjába és a rozsomákformák (Guloninae) alcsaládjába tartozó, Észak-Amerika nyugati részén előforduló faj. 
Korábban az amerikai nyest (Martes americana) alfajának vélték; a molekuláris bizonyítékok szerint azonban külön fajnak számít. A két faj közt morfológiai különbségek is vannak, például a nyugati nyest szélesebb koponyája.

## Elterjedése
A nyugati nyest Észak-Amerika nyugati részén él széles, ám mégis töredezett elterjedési területén. Ez a töredezettség annak eredménye, hogy a jégtakarók visszahúzódásával új területeken telepedett meg. Ez az elterjedési terület az Alexander- és a Haida-szigetektől délre a kaliforniai Humboldt megyéig, keletre a Sziklás-hegység déli részéig, innen délre pedig Új-Mexikóig húzódik. Ismert néhány hibridzóna a két faj között a Columbia-hegységben, az alaszkai Kupreanof- és Kuiu-szigeteken. A faj lombhullató és tűlevelű erdőkben él olyan területeken, mint az Egyesült Államok Csendes-óceáni partjának északnyugati része, illetve a Sziklás-hegység és Sierra Nevada. 

## Alfajai
A nyugati nyest alfajai a következőek; ezek korábban a törzsalakhoz hasonlóan az amerikai nyest alfajai voltak: 
- M. c. caurina
- Humboldt-nyest (M. c. humboldtensis)
- M. c. nesophila
- M. c. origenes
- M. c. sierrae
- M. c. vancouverensis
- M. c. vulpina

## Életmódja
Északkelet-Kaliforniában a nyestek nyáron több időt töltenek vadászattal, mint télen, ami a téli aktivitás csökkenésének a rendelkezésre álló több táplálék, illetve a zsákmányszerzésre fordított kevesebb idő összefüggésére utal. A Grand Teton Nemzeti Parkban a nyestek egész évben 0–4,57 km között járták be területüket, átlagosan 0,9 km (88 egyed megfigyelése) között. 

### Időjárási tényezők
A vastag hótakaróhoz való alkalmazkodás különösen fontos az olyan területeken, ahol a nyugati nyest együtt él a halásznyesttel (Pekania pennanti), amelyek versenghetnek velük a táplálékért vagy zsákmányul ejthetik őket. Kaliforniában a nyugati nyestek jobban kedvelik a mély hóval borított területeket (23 cm)/hónap), míg a halásznyestek inkább a sekély hóval (13 cm)/hónap) borított területektől függnek. Az életkor és a születési arány arra utalt, hogy a sekély hóval borított területeken kevés a szaporodó nyugati, illetve a mély hóval borított területeken a szaporodó halásznyest. 
Idaho észak-középső részén a nyestek aktivitása azokon a területeken a legmagasabb, ahol a hó mélysége 30 cm-nél kisebb. Ez a táplálékért való könnyebb ásás, illetve a több cserjének és rönknek tulajdonítható. 

### Táplálkozás
A Brit Columbiai Haida Gwaii-n a zsákmányállatok gyakoriságától és mennyiségétől függően a madarak a legfontosabb prédái. A tengerpartok közelében a halak is fontosak lehetnek. Elterjedési területe belső részén étrendje kevésbé változatos az amerikai nyesténél, kivéve a Csendes-óceán partjainál elhelyezkedő államokban.

### Szaporodás
Oregoni megfigyelések a fiatalok kora tavasszal való szétszóródására utalnak. A 9 fiatal nyest közül, amelyek tavasszal szóródtak szét Oregon északkeleti részén, hármuk átlagosan 33,3 km távolságra hagyta el korábbi területét, és a vizsgált területen kívül telepedett le. Hármuk 8,6–23,6 km bejárása után pusztult el, hárman pedig átlagosan 8,1 kilométeres távolságot tettek meg, de később visszatértek eredeti befogásuk területére. 

## Ellenségei
A nyugati nyestre veszélyt jelentő, illetve zsákmányoló fajok közé tartozik a vörös hiúz (Lynx rufus), más nyestek, a prérifarkas (Canis latrans), az amerikai uhu (Bubo virginianus), a fehérfejű rétisas (Haliaeetus leucocephalus), a szirti sas (Aquila chrysaetos), a kanadai hiúz (Lynx canadensis), a puma (Puma concolor), a halásznyest, a rozsomák (Gulo gulo), a grizzly (Ursus arctos horribilis), a feketemedve (Ursus americanus) és a szürke farkas (Canis lupus). Oregon északkeleti részén a ragadozók május és augusztus között ejtettek el több nyestet (67%-ban), december és február között pedig kevesebbet; Észak-Kaliforniában a vörös hiúzok is a fő ragadozói közé tartoznak.

## Természetvédelmi állapota
Az amerikai nyesténél töredezettebb elterjedési területe miatt a nyugati nyestet jobban fenyegeti a beltenyészet és a szigeteffektus. Értékes prémje miatt az amerikai nyesteket gyakran olyan területekre telepítették be, ahol a nyugati nyest előfordul, az új élőhelyükön való őshonosságuk kérdésével mit sem törődve; ez gyakran hibridizációhoz, túltenyésztéshez vezet. A Dall-szigetre betelepített amerikai nyestek hibridizálódnak az őshonos nyugati nyestpopulációval, ami veszélyt jelenthet. Az Alexander-szigetek egyes területein, ahová amerikai nyesteket telepítettek be, a nyugati nyest nyom nélkül eltűnt; egyelőre nem ismert, hogy a szigeteken az idegen faj betelepítéséig nem éltek nyestek, vagy hogy a nyugati nyest azelőtt is létezett-e ott, azonban a másik faj megjelenését követően eltűnt onnan.
A Washington állambeli Olympic-félszigeten a nyugati nyestek rendkívül ritkák; a felmérések szerint a nyestek azokon az alacsonyan fekvő területeken tűntek el, ahol egykor előfordultak, és már csak alacsony egyedszámban élnek a félsziget magasabban fekvő területein. Úgy vélik, hogy ez az erdőgazdálkodásból, az urbanizációból és a mezőgazdasági földhasználatból eredő élőhelymódosulások következménye. A kis populációmérettel és a klímaváltozással összefüggő demográfiai kockázatok további veszélyt jelenthetnek az egyébként is kicsi nyugati nyestpopulációra nézve. 
Egyik alfaja, a Humboldt-nyest erősen fenyegetett, mindössze néhány száz egyede él. 

## Fordítás
Ez a szócikk részben vagy egészben  a   Pacific marten című angol Wikipédia-szócikk ezen változatának fordításán alapul.  Az eredeti cikk szerkesztőit annak laptörténete sorolja fel. Ez a jelzés csupán a megfogalmazás eredetét és a szerzői jogokat jelzi, nem szolgál a cikkben szereplő információk forrásmegjelöléseként.